# Fugazi
Fugazi és un grup de música Hardcore de Washington, DC (Estats Units).

## Història

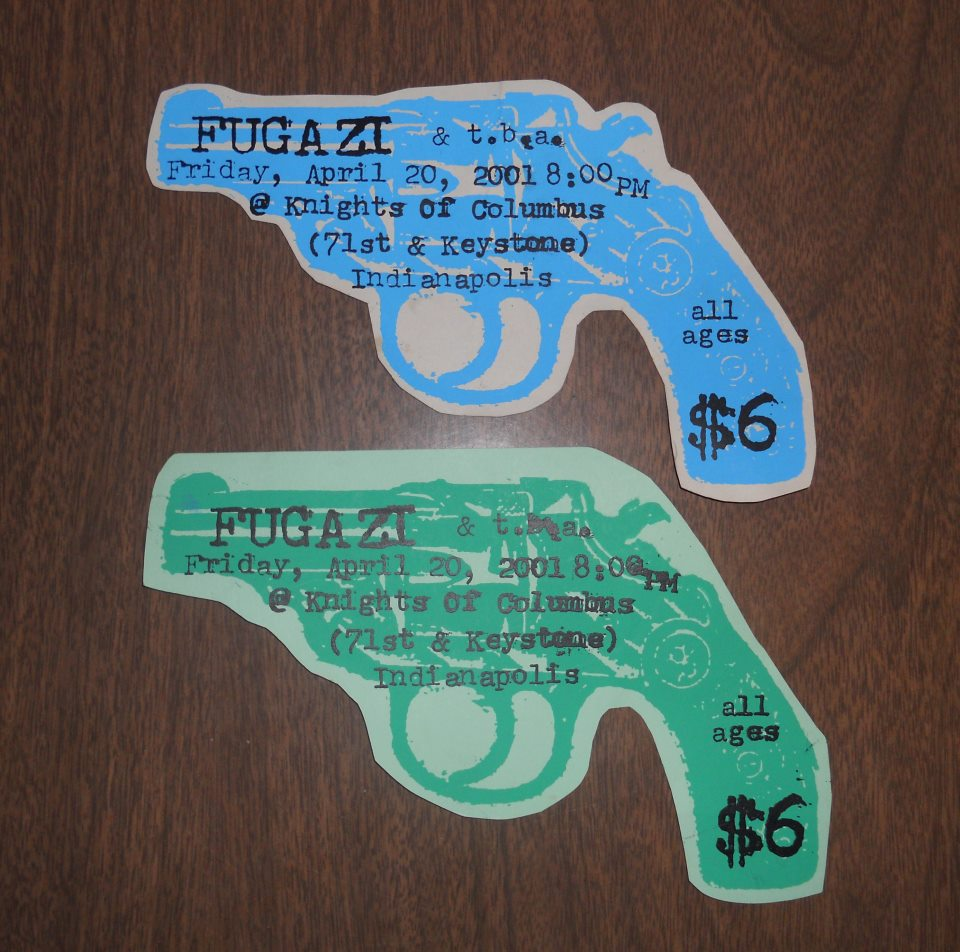
Entrades fetes a mà per a un concert de Fugazi, a partir del 2001, que es va celebrar a Indianapolis, Indiana.

Es van donar a conèixer pels seus mètodes d'operació comercial; cinc dòlars per concert, cap mena de promoció a través de videoclips, deu dòlars per disc, en síntesi creant una resistència a la tendència majoritària (mainstream) del mercat nord-americà i a l'estil de vida nord-americà.
Va ser format en 1987 pel bateria Brendan Canty, el baixista Joe Lally, i els guitarristes i vocalistes Ian Mackaye (creadors de Dischord Records) i Guy Picotto. Inicialment, Picotto va actuar en els primers cinc concerts com a convidat i va ser introduït pels membres de la banda definitivament. Fugazi sempre ha sigut conegut per la seva posició política, van recórrer el món promovent un estil de vida sa i la crítica cap a les institucions i corporacions als seus seguidors durant les seves energètiques actuacions.

## Membres
- Ian MacKaye
- Guy Picciotto
- Joe Lally
- Brendan Canty

### Àlbums
- 13 Songs - 1989
- Repeater + 3 Songs - 1990
- Steady Diet of Nothing - 1991
- In on the Kill Taker - 1993
- Red Medicine - 1995
- End Hits - 1998
- The Argument - 2001
- Fugazi Live Series 2004-2005

### EPs i Singles
- Fugazi (EP) - 1988
- Margin Walker (EP) - 1989
- 3 Songs (Single) - 1990
- Furniture + 2 (EP) - 2001

### Recopilatoris
- "In Defense of Humans" - 1989
- "Reprovisional (en vivo)" - 1991
- "Blueprint", "The Word" and "Burning (en viu)" - 2002
- "Pink Frosty Demo" - 2003
- "KYEO" (en vivo) - 2006

### Soundtracks
- Instrument Soundtrack - 1999

### DVD i Vídeos
- Instrument (1987-1998)